# Megalactis comata
Megalactis comata is een zeeanemonensoort uit de familie van de Actinodendronidae. De wetenschappelijke naam van de soort is voor het eerst geldig gepubliceerd in 2004 door Ardelean & Fautin.